# Aeroklub Zagłębia Miedziowego
Aeroklub Zagłębia Miedziowego (AZM) – lotniczy klub sportowy (aeroklub) zrzeszony z Aeroklubem Polskim, stowarzyszenie, Certyfikowana Organizacja Szkolenia Lotniczego (ATO), Organizacja Pożytku Publicznego, właściciel oraz zarządzający lotniskiem Lubin, sygnatariusz oraz członek Dolnośląskiego Klastra Lotniczego.

## Historia
"Wiosną 1962 roku ZMS przy KGHM nawiązuje kontakt z Aeroklubem Jeleniogórskim, który organizuje loty dla górników na byłym lotnisku w Lubinie, a w tym czasie - placu ćwiczeń. W oparciu o Aeroklub Jeleniogórski zostaje zorganizowana sekcja szybowcowa w Lubinie, której przewodniczy inż. Henryk Sienkiewicz, górnik, pilot samolotowy i szybowcowy, entuzjasta lotnictwa."
Powyższymi słowami zaczyna się kronika Aeroklubu Zagłębia Miedziowego, która opisuje początki lotniczej działalności sportowej zarówno w Lubinie jak i całym okręgu Zagłębia Miedziowego.
Oficjalną datą utworzenia AZM jest 21 stycznia 1968 roku podczas I Walnego Zgromadzenia członków lubińskiego oddziału Aeroklubu Jeleniogórskiego. Na czele powołanego Zarządu Aeroklubu Zagłębia Miedziowego stanął wówczas Dyrektor Naczelny KGHM dr inż. Tadeusz Zastawnik. 

## Teraźniejszość
Aeroklub Zagłębia Miedziowego jest certyfikowanym ośrodkiem szkolenia lotniczego (ATO) - prowadzi szkolenia do licencji pilota szybowcowego SPL i samolotowego PPL(A).
Posiadając status Organizacji Pożytku Publicznego aeroklub prowadzi również działalność społeczną między innymi udostępniając pomieszczenia oraz teren pod różnego rodzaju wydarzenia mające charakter charytatywny.
W skład aeroklubu wchodzą trzy sekcje specjalnościowe:
- samolotowa,
- szybowcowa,
- modelarska.

## Galeria zdjęć

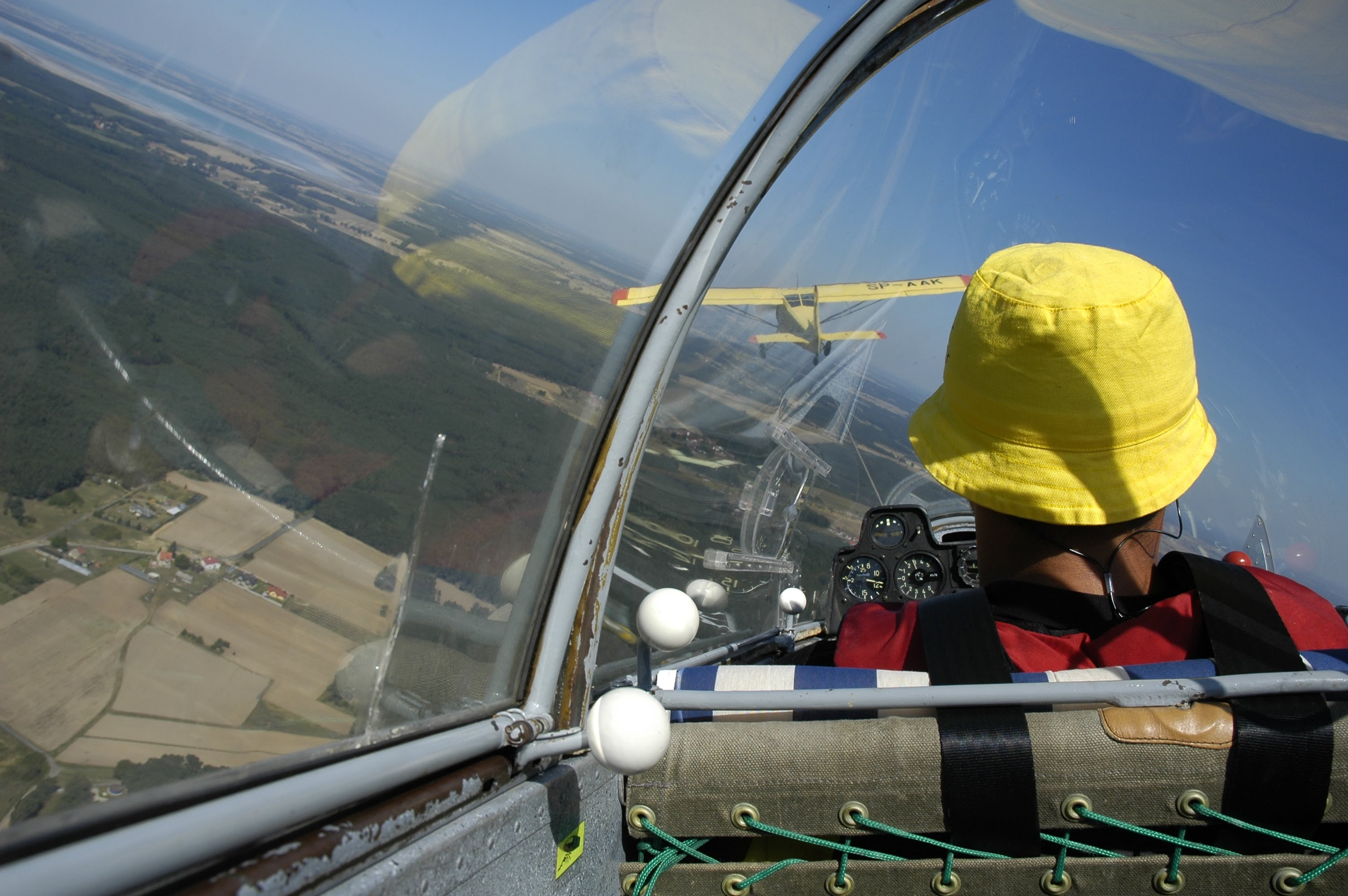
Hol szybowca z perspektywy instruktora.
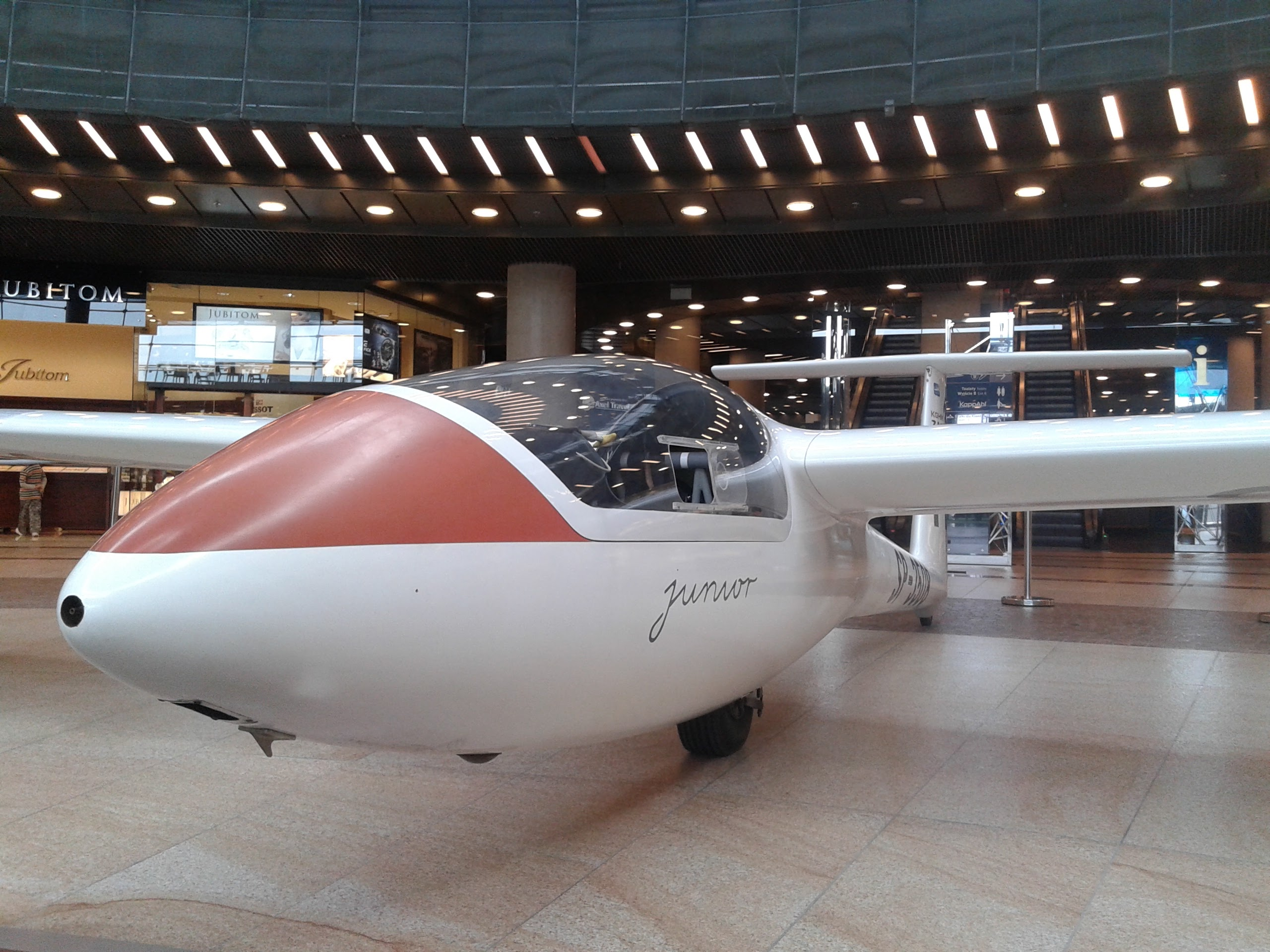
Szybowiec Junior w galerii handlowej.
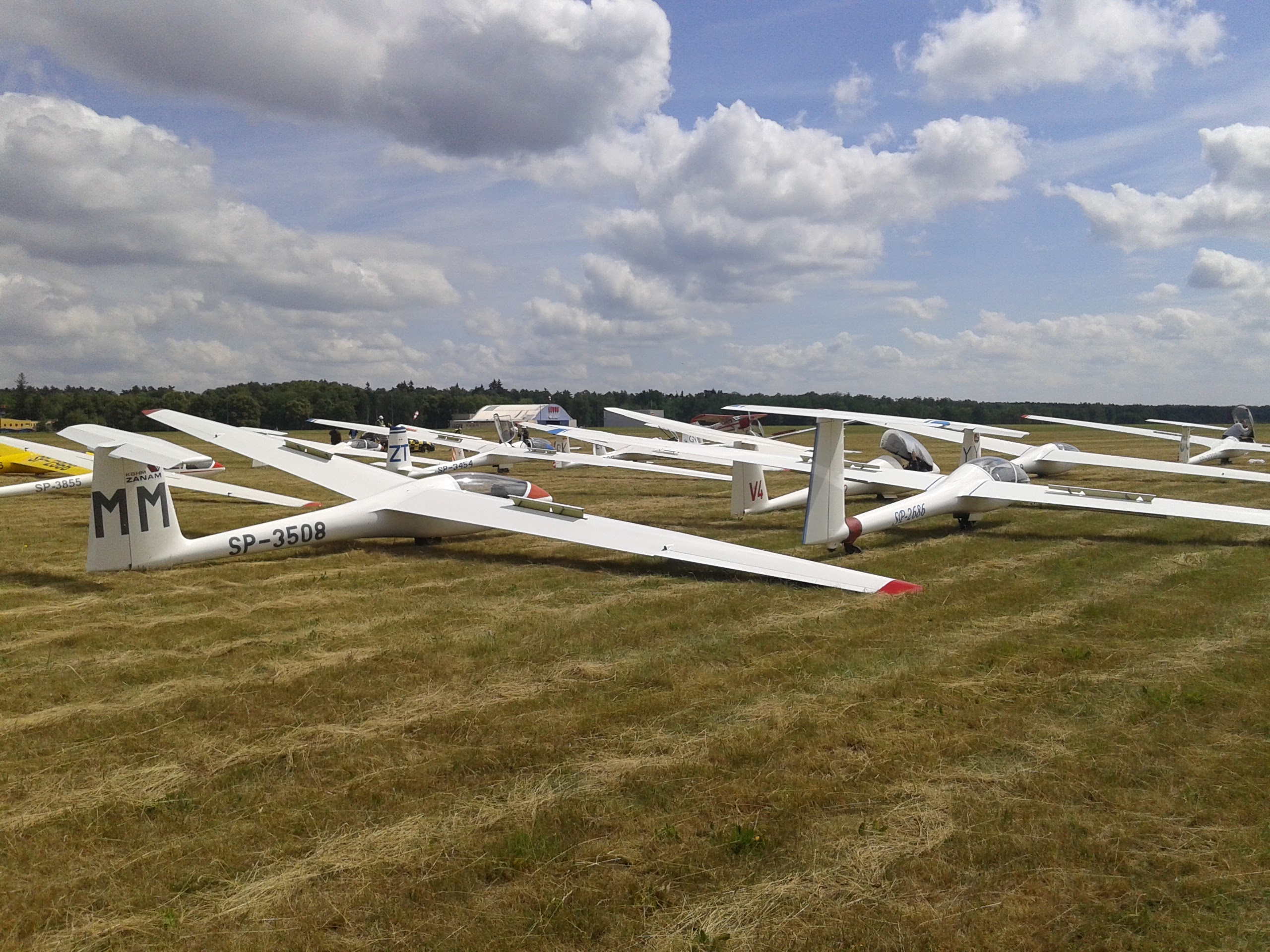
Szybowce na polu wzlotów tuż przed startem.
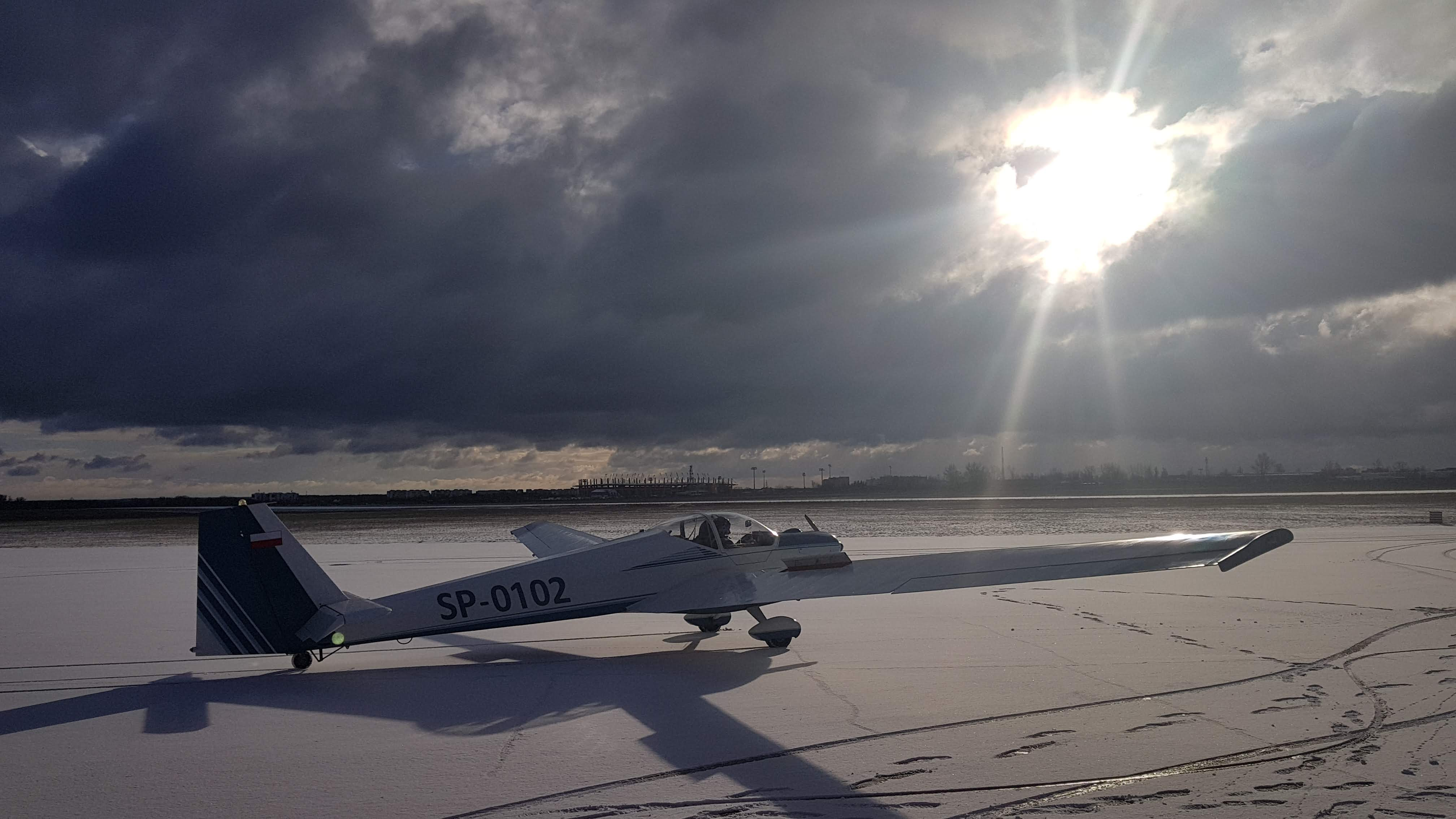
Motoszybowiec SF 25
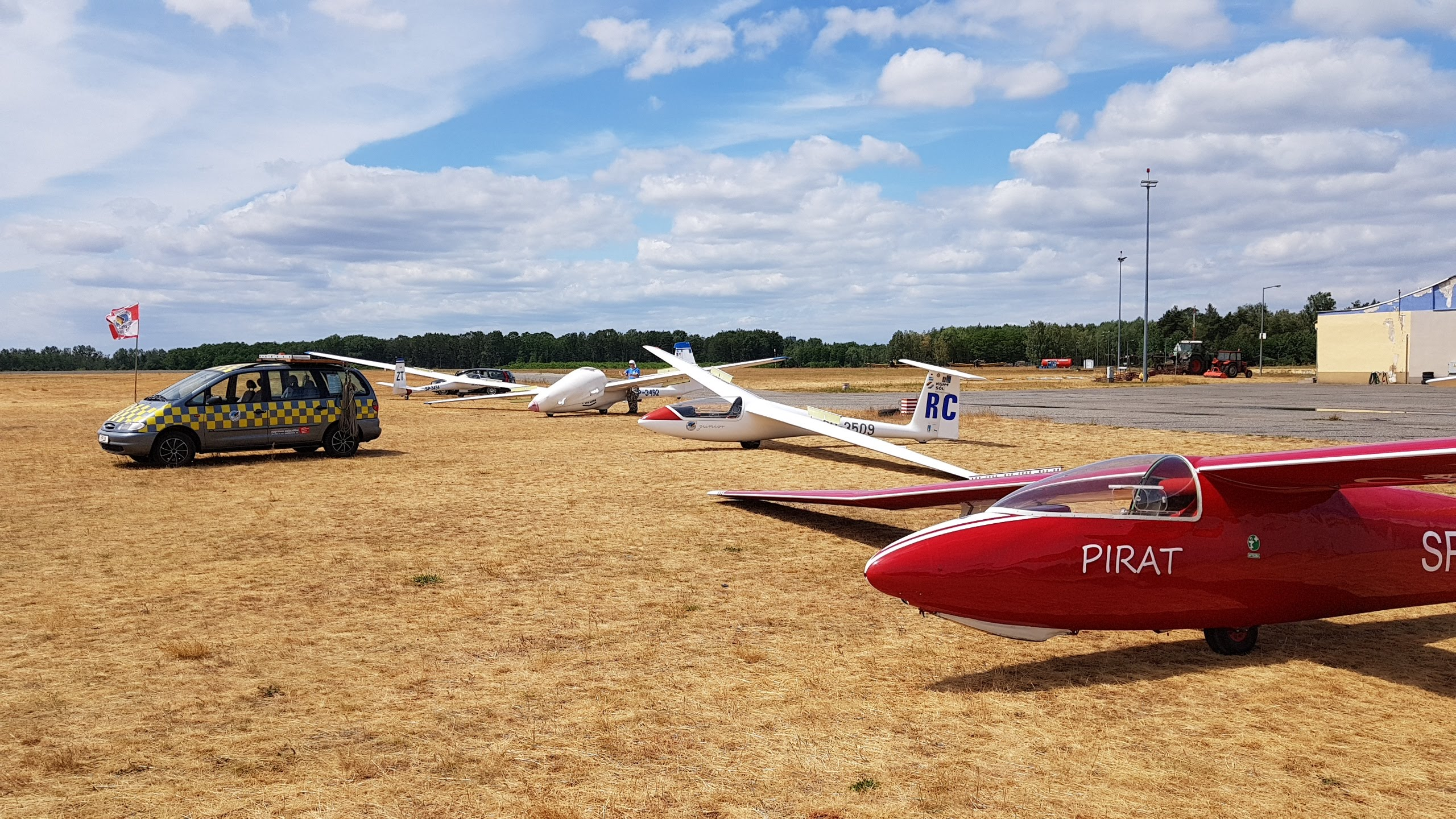
Szybowce przed wyholowaniem na pole wzlotów.
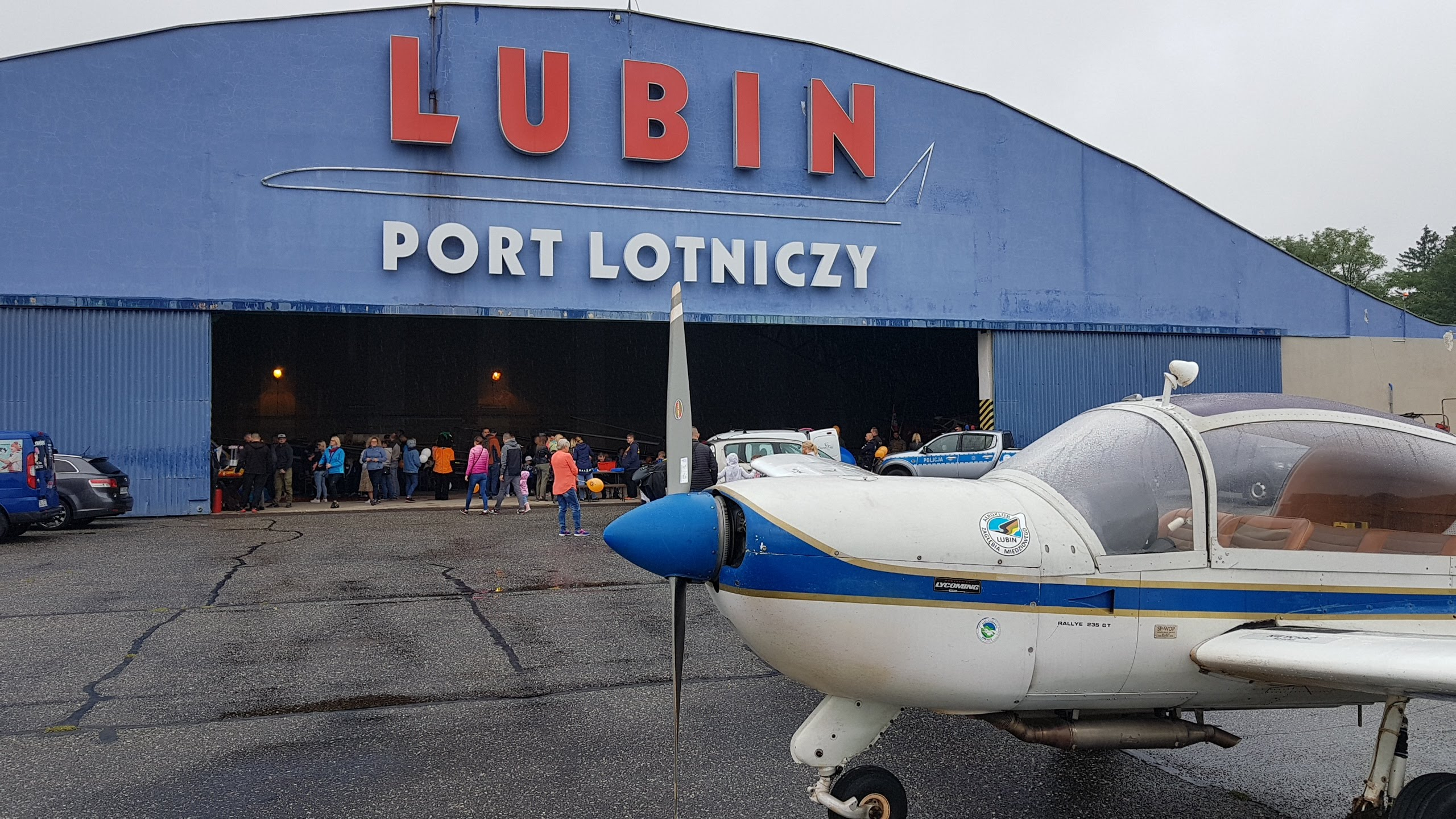
Socata Rallye 235 GW, w tle akcja charytatywna lubińskiej policji.
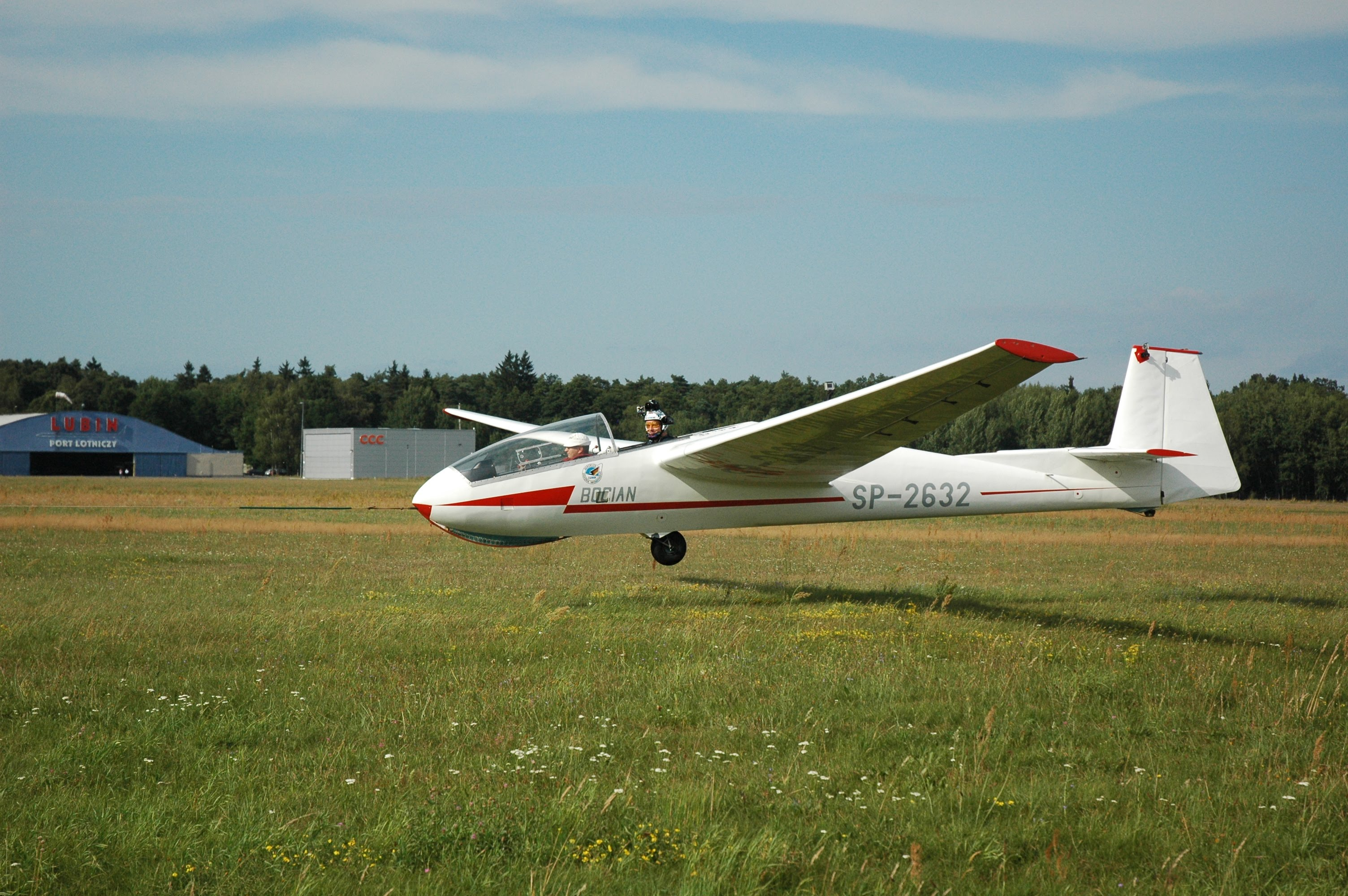
Szybowiec Bocian podczas startu ze skoczkiem spadochronowym.
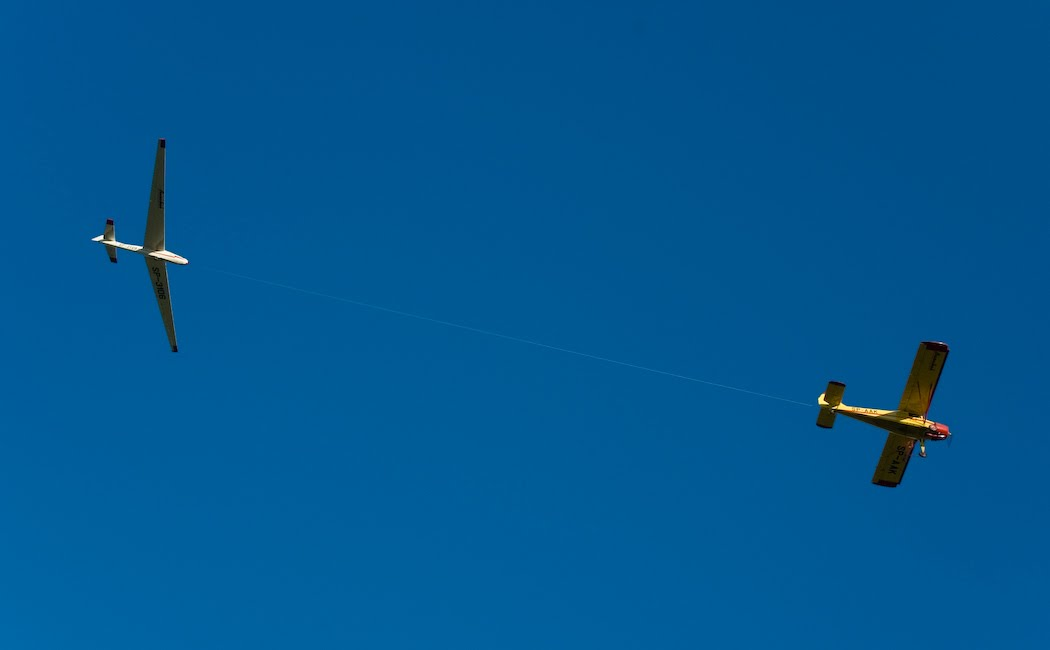
Zespół Jak-12M oraz SZD-9 Bocian.
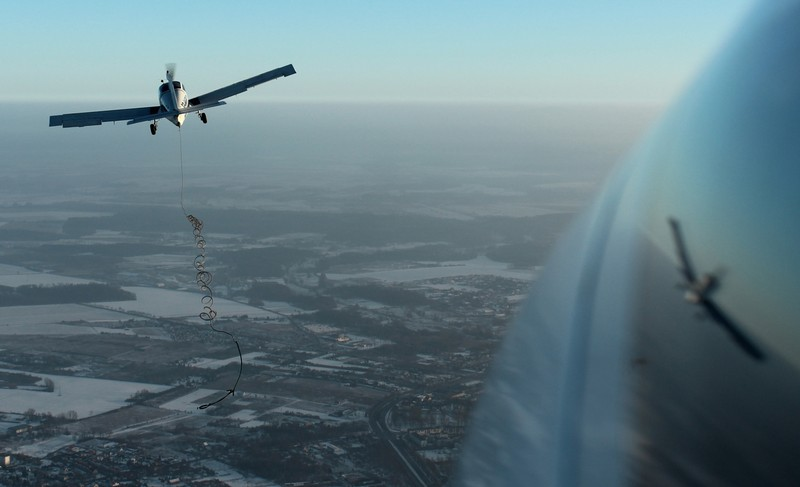
Po wyczepieniu liny holowniczej.
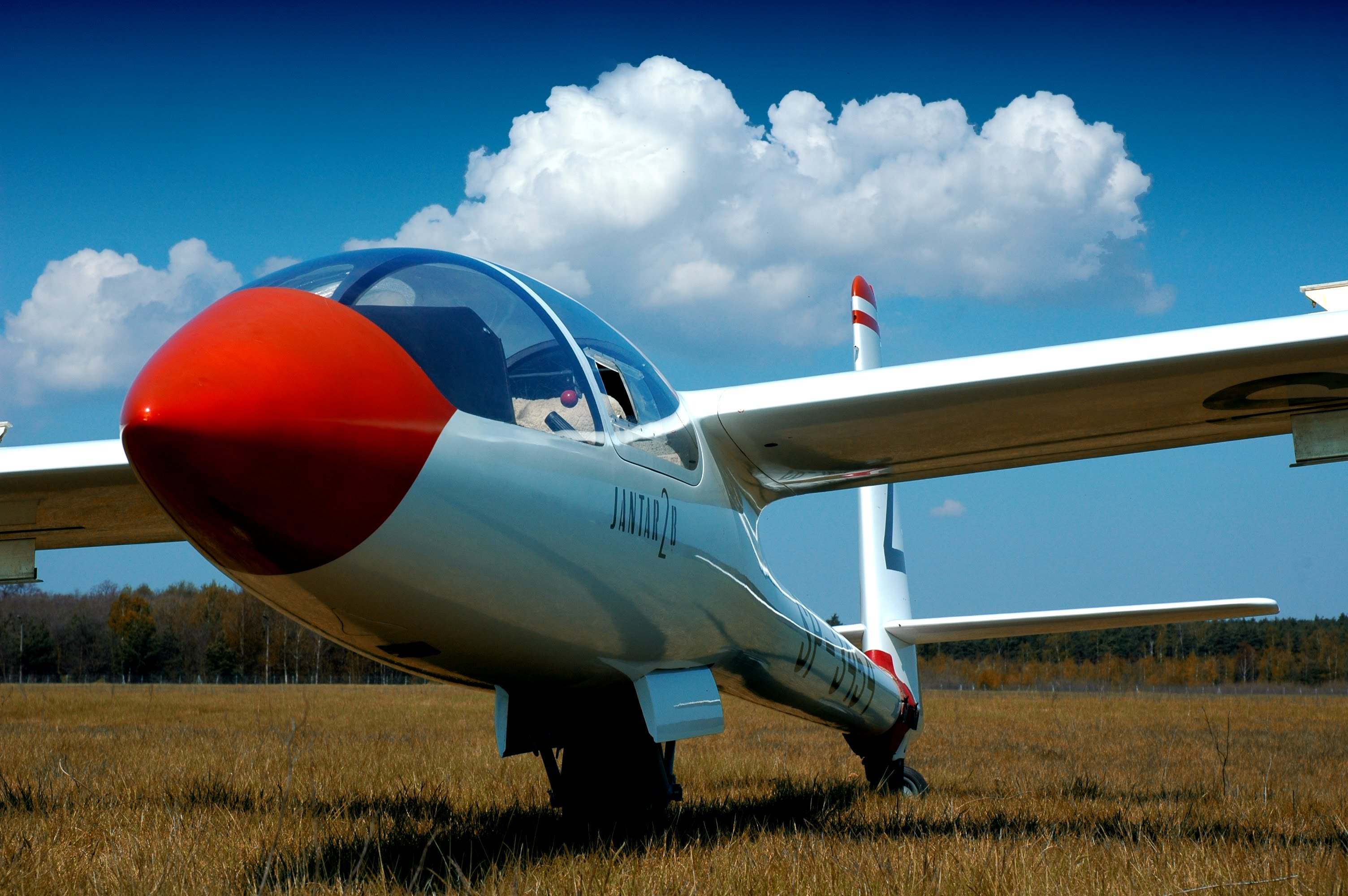
SZD-42 Jantar 2
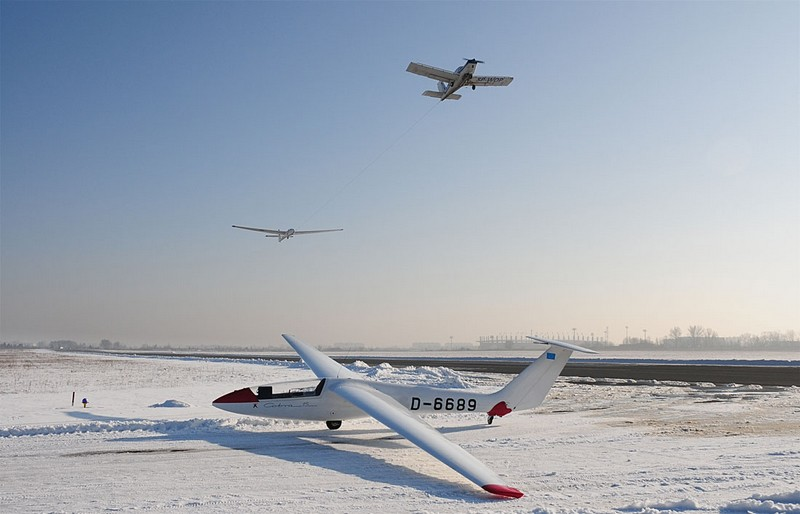
SZD-36 Cobra 15 oraz startujący zespół.
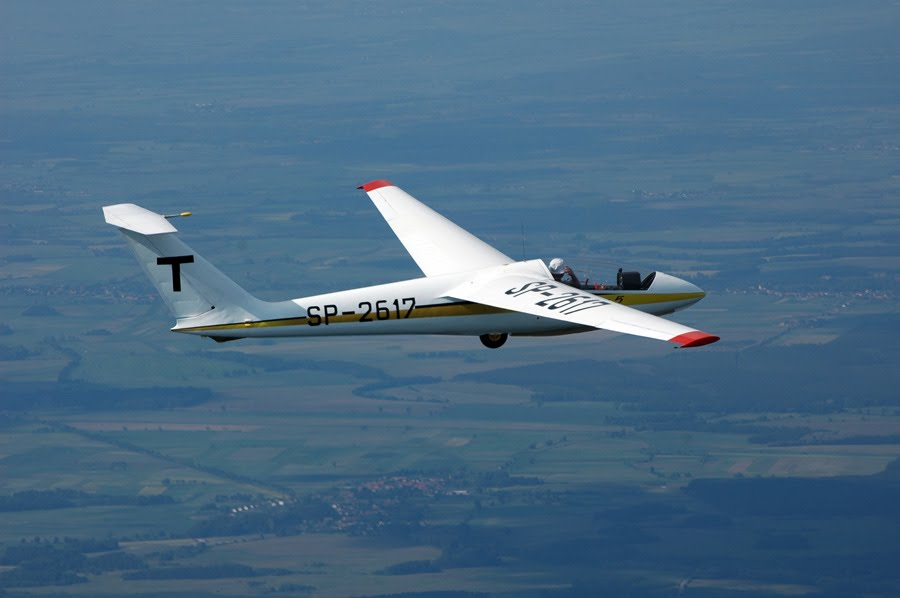
SZD-32 Foka 5.
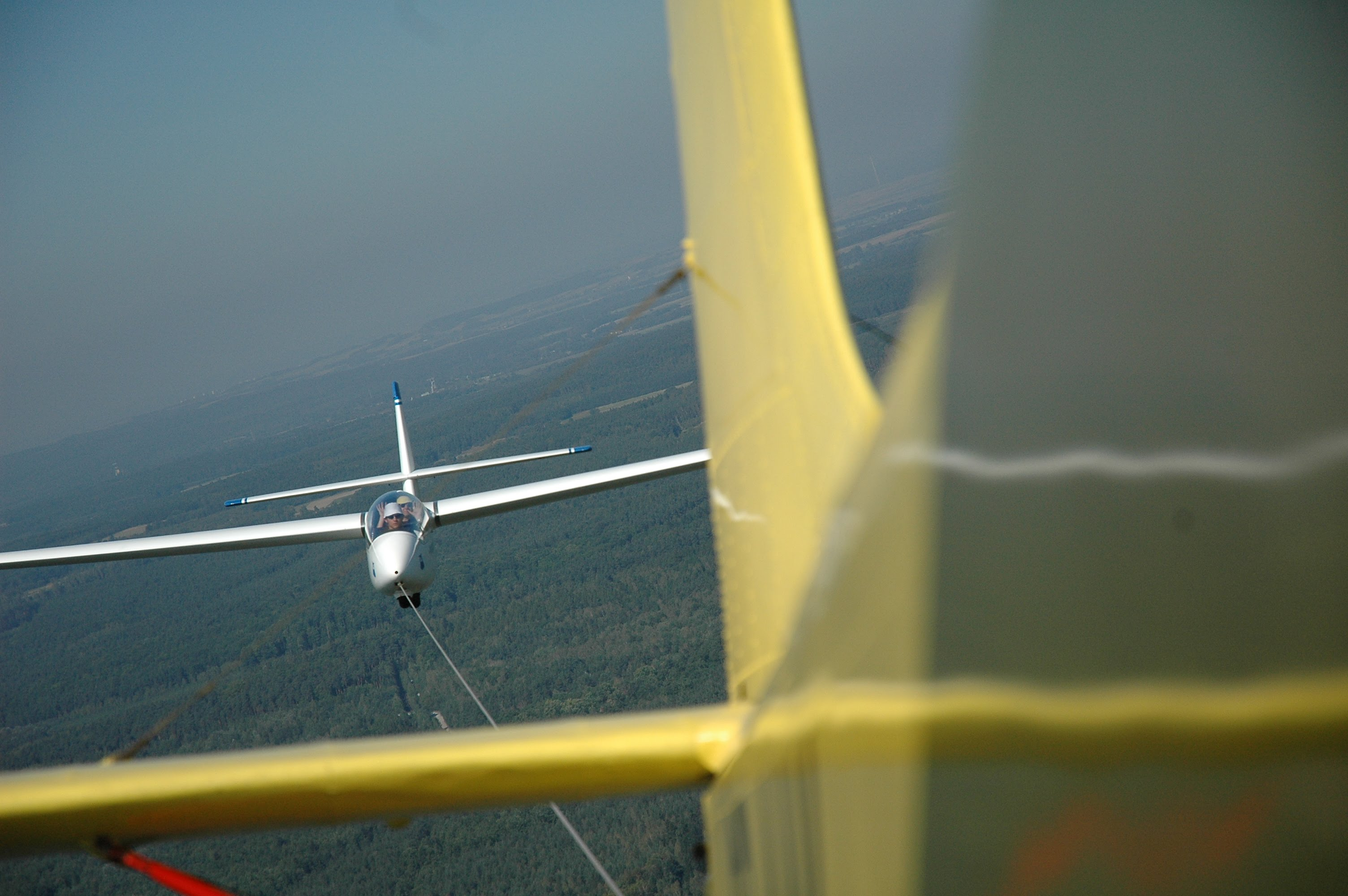
SZD-50 Puchacz na holu.
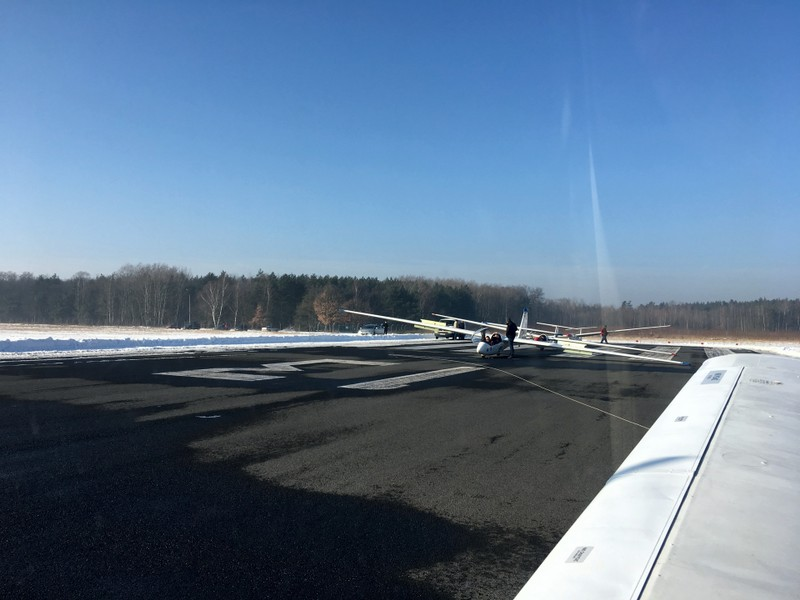
Szybowce na pasie asfaltobetonowym 13L.
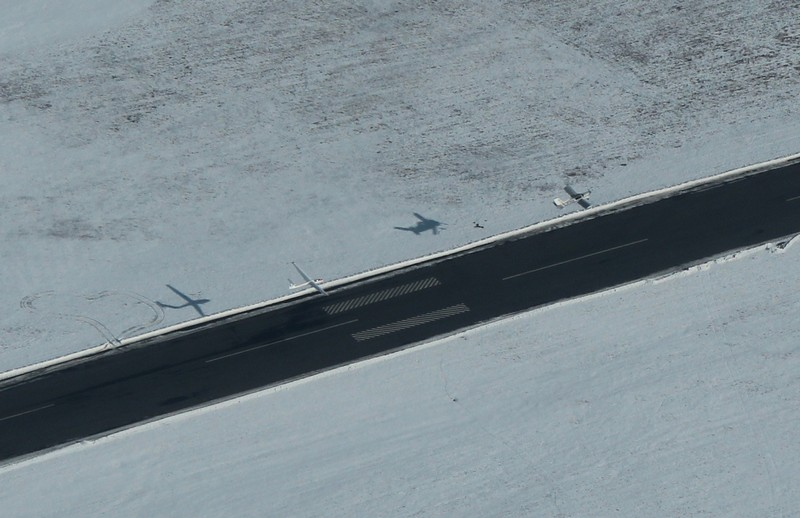
Startujący zespół z pasa asfaltobetonowego 13L.
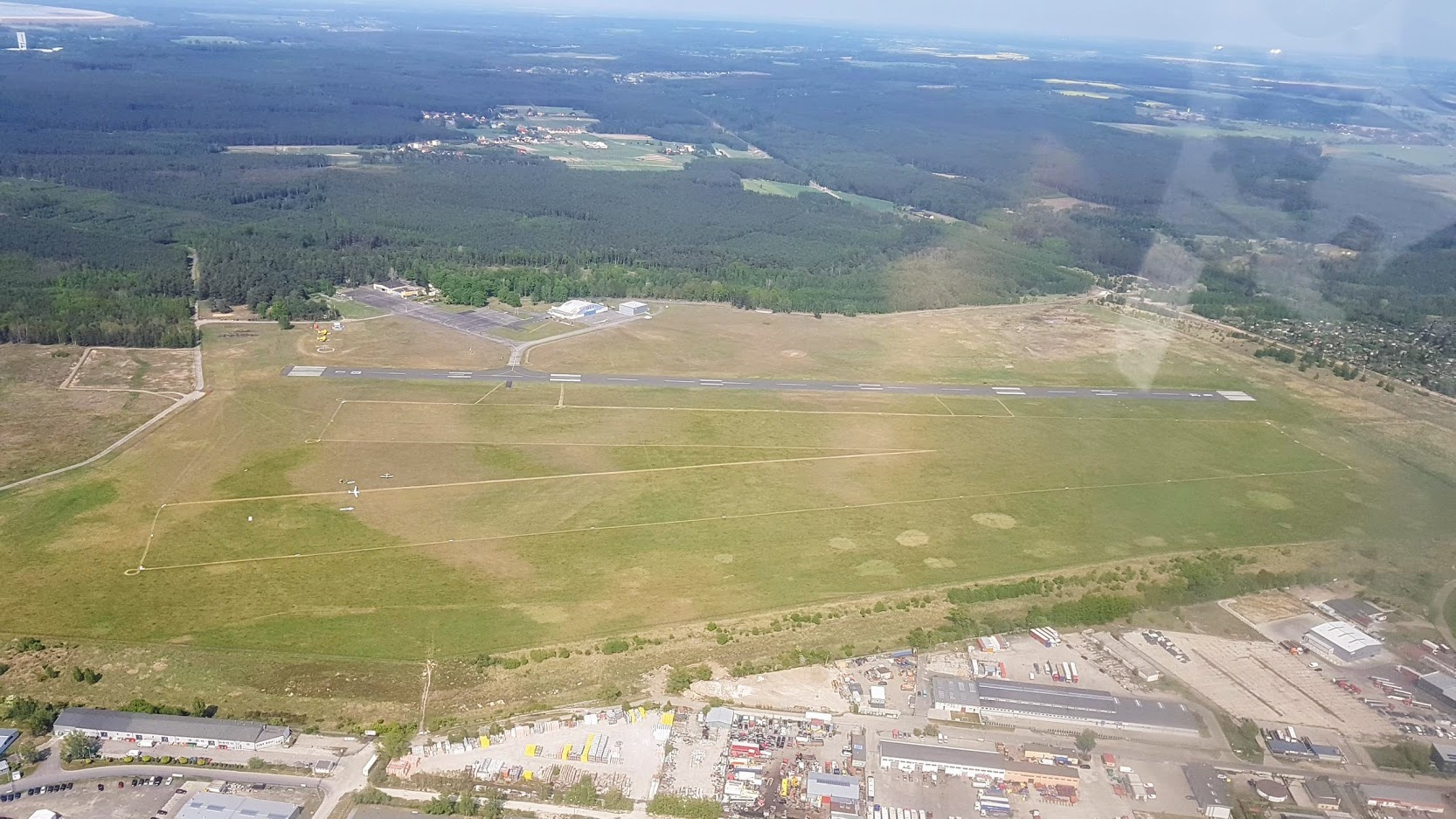
Widok lotniska Lubin od strony południowej.